# Pedro Contreras
Pour les articles homonymes, voir Contreras.
Pedro Contreras González est un joueur de football espagnol, né le 7 janvier 1972 à Madrid. Il mesure 1,80 m pour 78 kg. Pedro Contreras est à la retraite depuis 2008 et est à présent entraîneur des gardiens à Málaga CF. Son poste de prédilection est gardien de but.

## Clubs successifs
- 1992-1996 : Real Madrid B
- 1996-1997 : Rayo Vallecano
- 1997-1999 : Real Madrid
- 1999-2003 : Málaga CF
- 2003-2007 : Betis Séville
- 2007-2008 : Cadix CF

## Palmarès
avec le Real Madrid
- 1998 - Champion de la Ligue des champions
- 1998 - Champion de la Coupe intercontinentale

avec le  Málaga CF
- 2002 - Champion de la Coupe Intertoto

avec le Betis Séville
- 2005 - Champion de la Copa del Rey

## International
- 1 sélection et 0 but :  Espagne